# フル・コミュニオン
フル・コミュニオン（英語: Full communion）はキリスト教の教会論において、相互に同じ教理を分かち合う、共同体同士もしくは共同体と個人との間にあるコミュニオンの関係を表す術語。

## 解説
カトリック教会と正教会は、それぞれの地域教会にフル・コミュニオンを認めて一つの統一された教会としている。
他の西方教会の諸教派は術語「フル・コミュニオン」を、異なったアイデンティティをもつそれぞれの教会・共同体において実際的にアレンジして用いている。
日本語におけるフル・コミュニオンの類語としては完全相互陪餐などがあるが、ほとんどの教派において完全な（Full）コミュニオン（communion）とは聖餐（陪餐・聖体拝領・領聖）の局面のみに限定されないため、フル・コミュニオンと完全相互陪餐は同義ではない。